# Сарачо, Федерико Матиас
Федерико Матиас Хавьер Сарачо (исп. Federico Matías Javier Zaracho; 10 марта 1998, Буэнос-Айрес, Аргентина) — аргентинский футболист, полузащитник клуба «Атлетико Минейро».

## Клубная карьера
Сарачо — воспитанник футбольной академии «Расинг». В 2016 году он был включён в заявку основной команды. 17 декабря в матче против «Унион Санта-Фе» Хулио дебютировал в аргентинской Примере. 10 сентября в поединке против «Темперлея» Федерико забил свой первый гол за «Расинг».

## Международная карьера
В 2017 года Сарачо в составе молодёжной сборной Аргентины принял участие в молодёжном чемпионате Южной Америки в Эквадоре. На турнире он сыграл в матчах против команд Колумбии, Бразилии, Эквадора, Венесуэлы и Уругвая.
В том же году Сарачо принял участие в молодёжном чемпионате мира в Южной Корее. На турнире он сыграл в матчах против команд Гвинеи, Англии и Южной Кореи. В поединке против гвинейцев Федерико забил гол.